# Lilian Harvey
Lilian Harvey (ur. 19 stycznia 1906 w Londynie, zm. 27 lipca 1968 w Juan-les-Pins) – niemiecka aktorka filmowa, teatralna i telewizyjna.

## Filmografia
- 1931: Kongres tańczy